# لی سونگ-یوپ
لی سونگ-یوپ (انگلیسی: Lee Seung-yuop؛ زادهٔ ۱۸ اوت ۱۹۷۶) بازیکن بیس‌بال اهل کره جنوبی است.
وی در مسابقات کشوری و بین‌المللی در مجموع برندهٔ ۲ مدال طلا، ۲ مدال برنز شده‌است.